# Broderick Jones
Broderick Bernard Jones (geboren am 16. Mai 2001 in Lithonia, Georgia) ist ein US-amerikanischer American-Football-Spieler auf der Position des Offensive Tackle. Er spielte College Football für die University of Georgia und wurde mit ihnen 2021 und 2022 National Champion. Er wurde in der ersten Runde des NFL Draft 2023 von den Pittsburgh Steelers ausgewählt.

## College
Jones, ein 5-Sterne-Rekrut von der Lithonia High School, begann seine College-Karriere bei den Georgia Bulldogs an der University of Georgia 2020 als Redshirt Freshman mit zwei Kurzeinsätzen. 2021 spielte er in allen Spielen, nach der Verletzung des Starting Left Tackle Jamaree Salyer die letzten vier Spiele der Regular Saison als Offensive Tackle. Die Saison beendeten die Georgia Bulldogs als National Champions.
In der Saison 2022 startete Jones alle 15 Spiele und wurde erneut National Champion. Er wurde von der Presse als All-SEC First Team ausgezeichnet.

## NFL
In der ersten Runde des NFL Draft 2023 wurde Jones von den Pittsburgh Steelers an 14. Stelle ausgewählt, nachdem diese den Pick per Trade von den New England Patriots erhalten hatten. Am 8. Oktober 2023 machte er gegen die Baltimore Ravens seinen ersten Start.